# Виконт Сидмут
Виконт Сидмут из Сидмута в графстве Девоншир — наследственный титул в системе Пэрства Соединённого королевства.

## История
Титул виконта Сидмута был создан 12 января 1805 года для бывшего премьер-министра Великобритании, Генри Аддингтона (1757—1844). В мае 1804 года король Георг III предложил Генри Аддингтону титулы графа Банбери, виконта Уоллингфорда и барона Рединга. Но последний отказался от титулов и оставался в Палате общин до 1805 года, когда он получил титул виконта Сидмута. Он был депутатом Палаты общин от Девайзеса (1784—1800, 1801—1805), занимал должности спикера Палаты общин (1789—1801), премьер-министра Великобритании (1801—1804), канцлера казначейства (1801—1804), лидера Палаты общин (1801—1804), лорда-председателя Совета (1805, 1806—1807, 1812), лорда-хранителя Малой печати (1806) и министра внутренних дел (1812—1822). Его внук, Уильям Эллс Аддингтон, 3-й виконт Сидмут (1824—1913), представлял в Палате общин Девайзес (1863—1864).
По состоянию на 2025 год носителем титула являлся его потомок, Джереми Фрэнсис Аддингтон, 8-й виконт Сидмут (род. 1947), который сменил своего отца в 2005 году.
- Энтони Аддингтон (1713—1790), отец 1-го виконта Сидмута, был выдающимся врачом.
- Джон Хили Аддингтон (1759—1818), второй сын Энтони Аддингтона и брат 1-го виконта Сидмута, британский политик. Депутат Палаты общин от Труро (1787—1790), Уинчелси (1794—1796), Уэндовера (1796—1800, 1801—1802), Боссини (1802—1803) и Харвича (1803—1818), секретарь казначейства (1801—1802), казначей вооруженных сил (1803—1804) и заместитель министра внутренних дел (1812—1818).
- Генри Унвин Аддингтон (1790—1870), сын предыдущего и племянник 1-го виконта Сидмута, британский дипломат и государственный деятель, посол Великобритании в Германском союзе (1828—1829) и Испании (1829—1833), заместитель министра иностранных дел (1842—1854).

Семейная резиденция — усадьба Апоттери Манор в графстве Девоншир (в 1953 году была продана).

## Виконты Сидмут (1805)

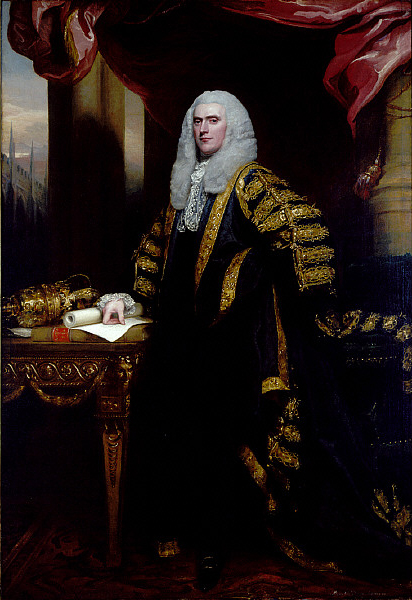
Генри Аддингтон, 1-й виконт Сидмут, автор Джон Синглтон Копли

- 1805—1844: Генри Аддингтон, 1-й виконт Сидмут (30 мая 1757 — 15 февраля 1844), старший сын врача Энтони Аддингтона (1713—1790);
- 1844—1864: Уильям Леонард Аддингтон, 2-й виконт Сидмут (13 ноября 1794 — 25 марта 1864), младший сын предыдущего;
- 1864—1913: Уильям Уэллс Аддингтон, 3-й виконт Сидмут (25 марта 1824 — 28 октября 1913), старший сын предыдущего;
- 1913—1915: Джеральд Энтони Пелью Багнолл Аддингтон, 4-й виконт Сидмут (29 ноября 1854 — 25 марта 1915), старший сын предыдущего;
- 1915—1953: Джеральд Уильям Аддингтон, 5-й виконт Сидмут (19 августа 1882 — 4 апреля 1953), старший сын предыдущего;
- 1953—1976: Раймонд Энтони Аддингтон, 6-й виконт Сидмут (24 января 1887 — 7 февраля 1976), младший брат предыдущего;
- 1976—2005: Джон Тонг Энтони Пелью Аддингтон, 7-й виконт Сидмут (3 октября 1914 — 30 января 2005), старший сын предыдущего;
- 2005 — настоящее время: Джереми Фрэнсис Аддингтон, 8-й виконт Сидмут (род. 29 июля 1947), второй сын предыдущего;
  - Наследник титула: достопочтенный Джон Эддингтон (род. 29 ноября 1990), единственный сын предыдущего от второго брака.